# یدومیلیتسه
یدومیلیتسه (به چکی: Jedomělice) یک منطقهٔ مسکونی در جمهوری چک است که در شهرستان کلادنو واقع شده‌است.